# Mechanicsville (Bucks County, Pennsylvania)
Mechanicsville ist ein kleines Dorf in Bucks County im US-Bundesstaat Pennsylvania. Mechanicsville befindet sich an der Kreuzung zwischen Durham Road (Pennsylvania Route 413) und Mechanicsville Road und ist ein gemeindefreies Dorf. Der historische Teil des Dorfzentrums wurde 1988 in das National Register of Historic Places aufgenommen.

## Geschichte
Der historische Dorfkern von Mechanicsville ist ein gut erhaltenes Beispiel für die Besiedelung von Bucks County aus dem frühen 19. Jahrhundert. Der Ort war zunächst für die hier ansässigen Handwerker, später durch die Firma Samuel Wilson Seed Company bekannt.
Das Dorf erlebte seine erste Blüte ab 1803 mit dem Ausbau der Durham Road nach Lumberville. Lumberville liegt am Delaware River und hatte bereits eine Straßenverbindung nach Doylestown. Das Dorf entwickelte sich nicht wie oft üblich um eine Schenke oder Mühle, sondern mehr wegen der hier ansässigen Handwerker (engl.: mechanics). Daher wurde das Dorf im Jahre 1830 in Mechanicsville umbenannt. In der zweiten Hälfte des 19. Jahrhunderts waren hier fünf Schmiede, vier Schuhmacher, drei Zimmerer, ein Stellmacher und ein Schneider ansässig.
Im frühen 20. Jahrhundert entwickelte sich der Ort nicht entscheidend weiter. Es blieb ein kleines Dorf an der Straßenkreuzung. Die meisten Teile des Dorfes wurden durch Samuel Wilson aufgekauft. Wilson fokussierte sich mehr auf die Entwicklung der Landwirtschaft und weniger auf andere wirtschaftliche Zweige.

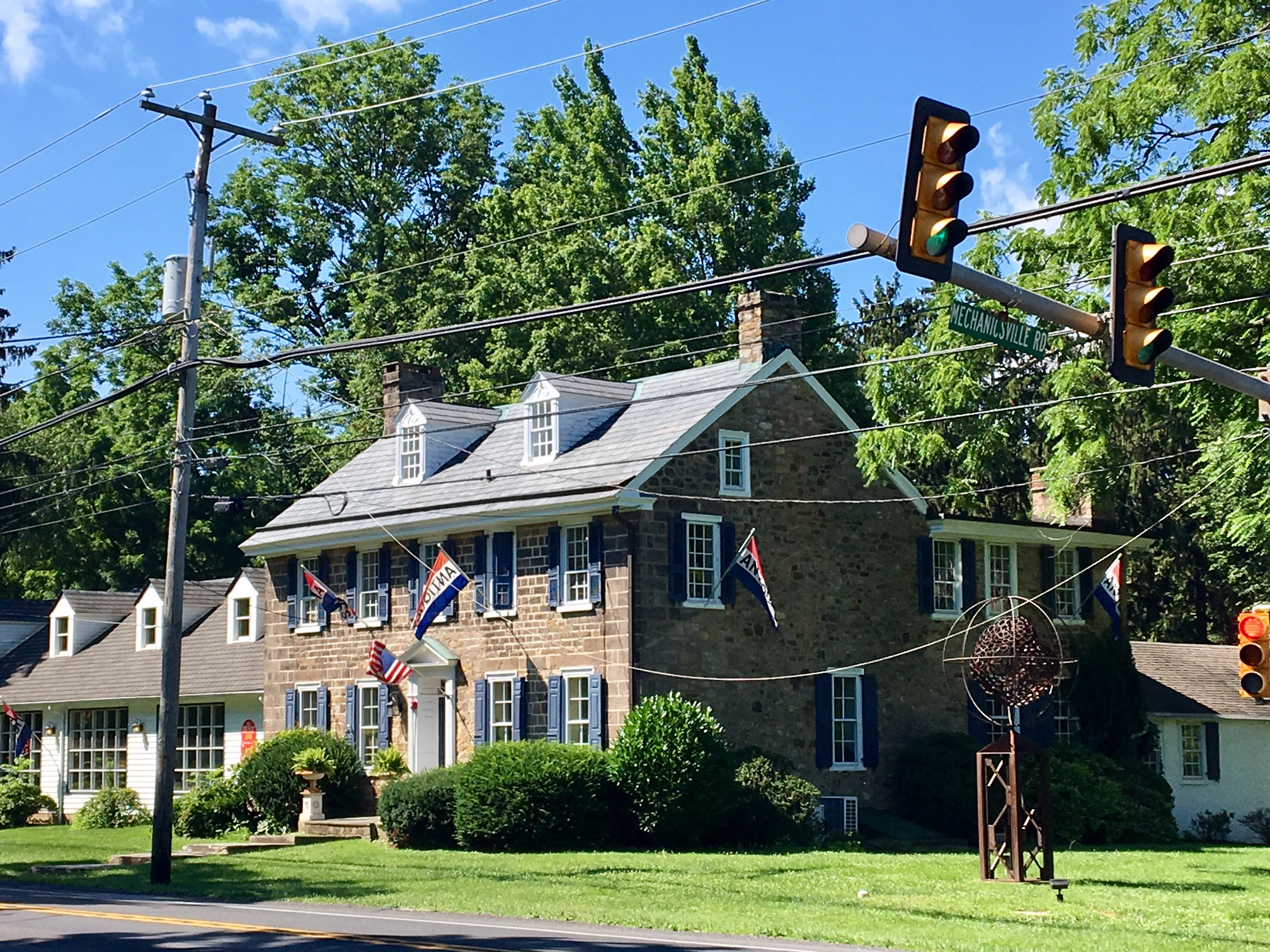
Durham Rd vs. Mechanicsville Rd
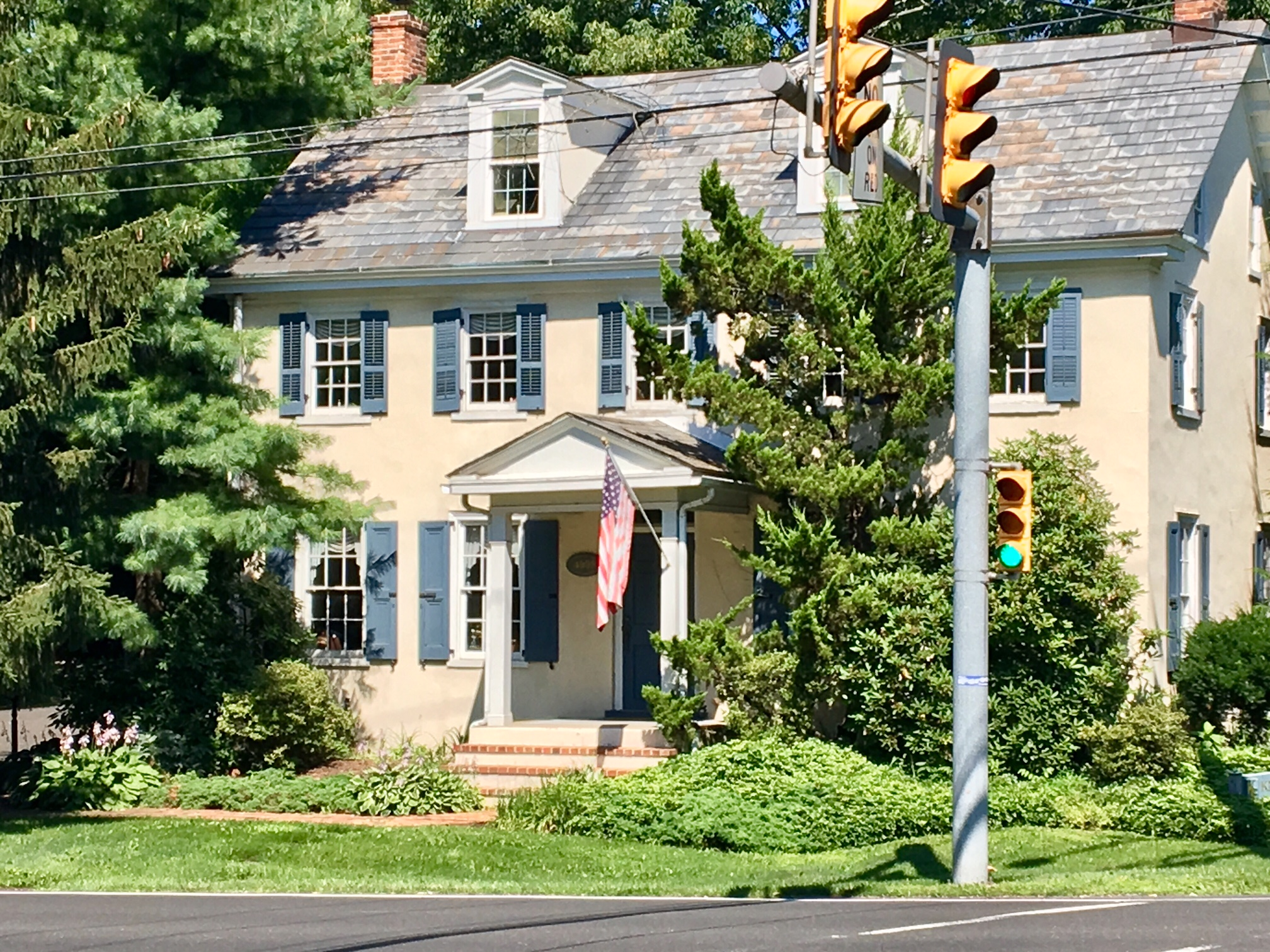
Auf Mechanicsville Rd
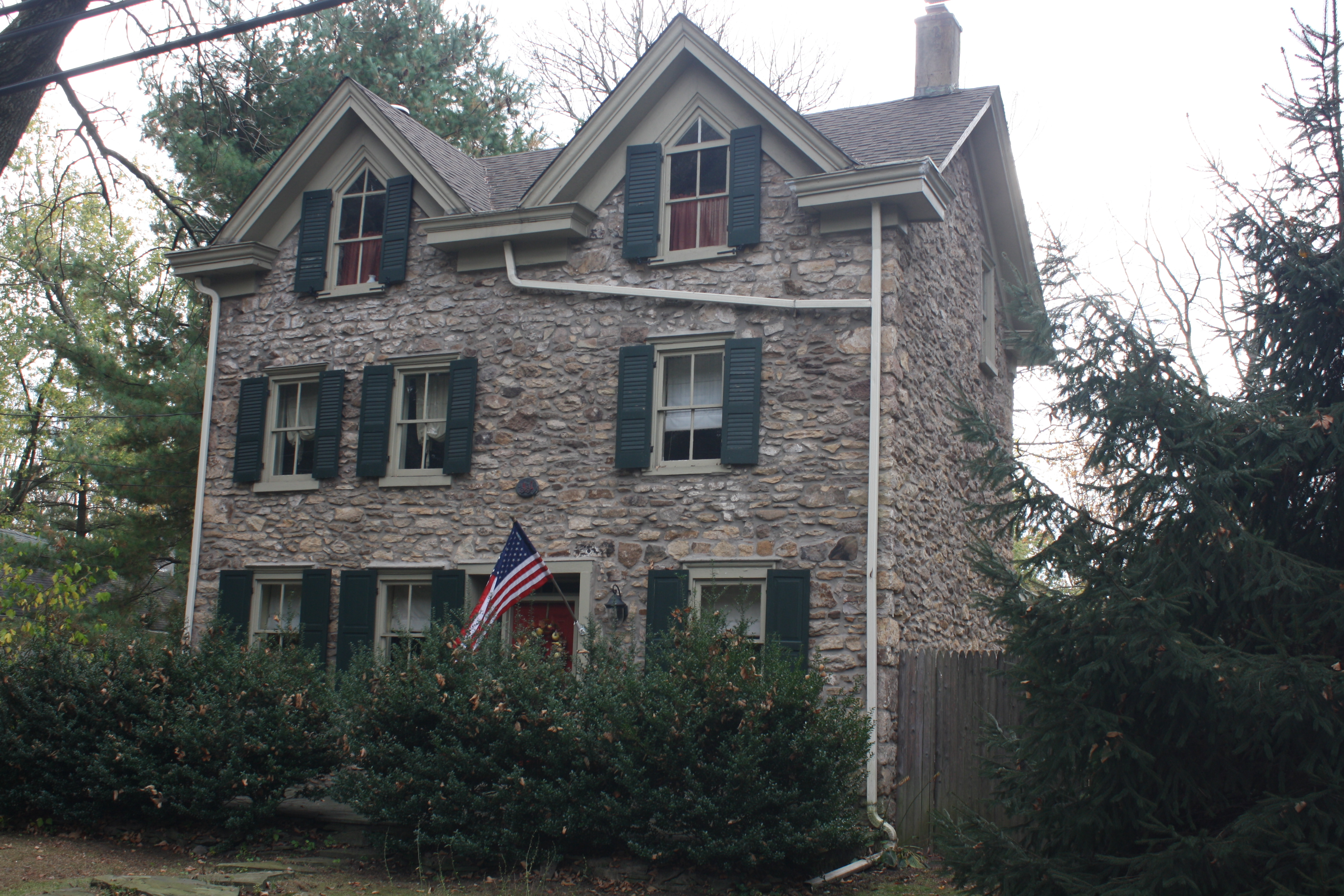
Mechanicsville Village